# Matteo Renzi
Matteo Renzi [mattèo rènci], italijanski politik, * 11. januar 1975, Firence.
Renzi je nekdanji župan Firenc, vodja Demokratske stranke, predsednik Sveta Evropske unije, predsednik Pokrajine Firence, predsednik vlade Italije in aktualni vodja stranke Živa Italija (Italia Viva).